# Panjunan (Petarukan)
Panjunan is een bestuurslaag in het regentschap Pemalang van de provincie Midden-Java, Indonesië. Panjunan telt 3136 inwoners (volkstelling 2010).